# Gertrud die Ältere von Braunschweig

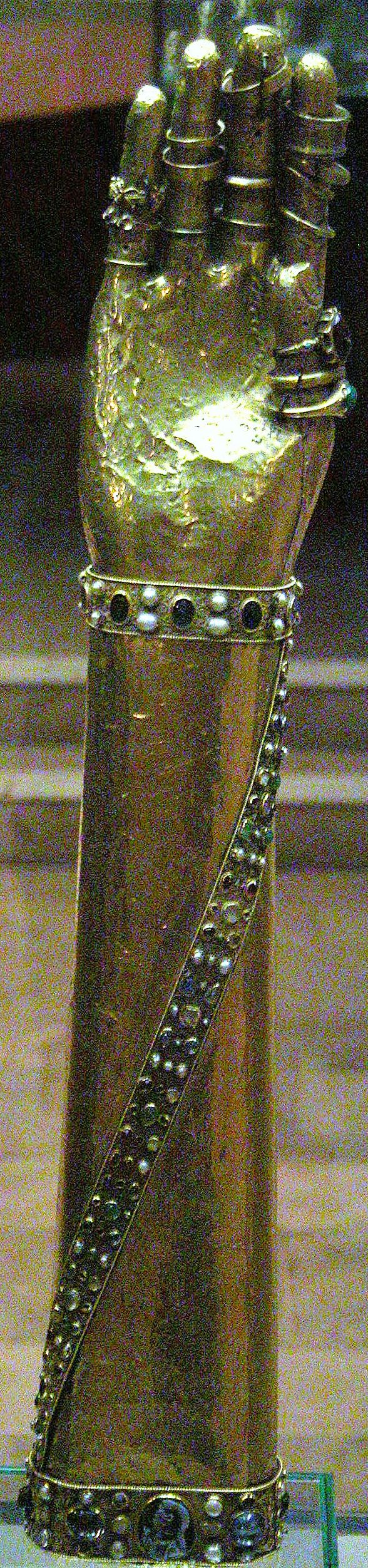
Von Gertrud in Auftrag gegebenes Armreliquiar.

Gertrud die Ältere von Braunschweig († 21. Juli 1077, bestattet im Braunschweiger Dom) stiftete zusammen mit ihrem Mann Liudolf von Braunschweig die Kollegiatkirche St. Blasius in Braunschweig und begründete den später sogenannten Welfenschatz.

## Leben
Geburtsort und -jahr Gertruds sind unbekannt. Verheiratet war sie mit dem Brunonen Liudolf von Braunschweig, Graf im Derlingau und im Gundigau, einziger Sohn Bruns I. von Braunschweig und dessen Ehefrau Gisela von Schwaben. Gertrud überlebte ihren Mann um fast 40 Jahre. Aus der Ehe gingen die Kinder Brun(o), Ekbert I. und Ida (Irmingart) hervor.
Gertrud galt als gebildet. Nachdem sie nach Braunschweig gekommen war, ließ sie zunächst die dortige Burg Dankwarderode baulich verbessern. 1030 stiftete sie zusammen mit ihrem Mann auf einem Nachbargrundstück der Burg die Kollegiatkirche St. Blasius, den Vorgängerbau des ab 1173 unter Heinrich dem Löwen errichteten Braunschweiger Doms. Das Stift war der Jungfrau Maria, Johannes dem Täufer sowie den Heiligen Peter und Paul geweiht. Das Gebäude war als Grablege der Brunonen konzipiert.
Darüber hinaus stiftete Gertrud einige Altargerätschaften, die als Reliquien des späteren Doms den Grundstock des Welfenschatzes kommender Jahrhunderte bildeten. De Winter nennt vier Stücke, die Gertrud wohl in Auftrag gegeben hat: zwei große Kreuze (das sogenannte „Gertrudiskreuz“ und „Liudolfkreuz“, beide kurz nach 1038 entstanden), einen Tragaltar und das Armreliquiar des heiligen Blasius. Lediglich das Armreliquiar befindet sich heute noch in Braunschweig im Herzog Anton Ulrich-Museum, in das es 1829 gelangte. Das als „Gertrudistragaltar“ bekannte Objekt hingegen befindet sich seit seinem Verkauf im Jahr 1930 in den USA, im Cleveland Museum of Art. Dort befinden sich auch die beiden Vortragekreuze.

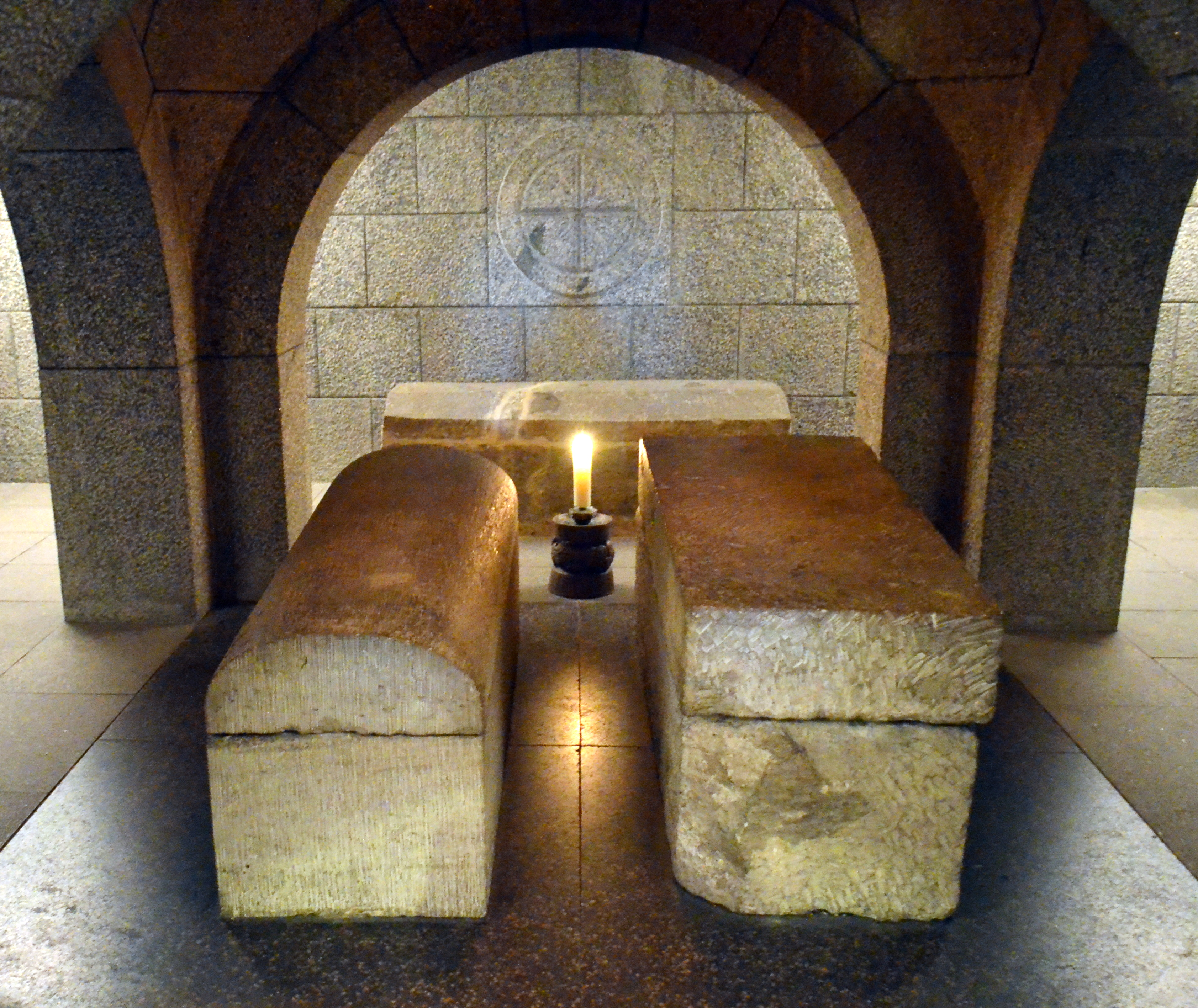
Krypta Heinrichs des Löwen. Links: Sarkophag Heinrichs des Löwen, rechts der seiner zweiten Ehefrau Mathilde Plantagenet. Im Hintergrund der Sarkophag, in dem sich die sterblichen Überreste Markgräfin Gertruds d. Ä., Markgraf Ekberts II. von Meißen, und Gertruds der Jüngeren von Braunschweig befinden.

Liudolf starb bereits 1038 und war der erste, der in der neuen Grablege beigesetzt wurde. Fortan kümmerte sich Gertrud um die Erziehung der gemeinsamen, minderjährigen Söhne und versuchte dabei die brunonischen Familientraditionen zu pflegen und zu stärken. 39 Jahre später wurde Gertrud an der Seite ihres Mannes zur letzten Ruhe gebettet. Als ihr Grab 1668 geöffnet wurde, fand man darin Fragmente einer kleinen Bleitafel (7,5 × 10,5 cm), die wohl Teil eines Epitaphs war, mit der Aufschrift:

“Hic requiescit Gertrudis devota Christi famula. XII Kal. Augusti”

„Hier ruht Gertrud, ergebene Dienerin Christi.“

Die Tafel befindet sich heute ebenfalls im Herzog Anton Ulrich-Museum.
1173 begann Heinrich der Löwe mit dem Neubau des Doms wahrscheinlich an derselben Stelle, wo sich bis dahin die Stiftskirche Gertruds, samt ihrem Grabmal, befunden hatte. 1935 kam es unter den Nationalsozialisten zu einer Exhumierung der sterblichen Überreste Gertruds, Heinrichs des Löwen sowie dessen zweiter Ehefrau Mathilde. Gertrud wurde anschließend in einer neuen Krypta in einem gemeinsamen Steinsarg zusammen mit den Überresten Markgraf Ekberts II. von Meißen und ihrer Enkelin Gertrud d. J. von Braunschweig beigesetzt.
Die Braunschweiger „Gertrudenstraße“ ist nach ihrer 1117 verstorbenen Enkelin Gertrud der Jüngeren von Braunschweig benannt.